# Cedrim
Cedrim ist eine Gemeinde (Freguesia) im portugiesischen Kreis (Concelho) von Sever do Vouga. In ihr leben 839 Einwohner (Stand 30. Juni 2011).

## Geschichte
Funde belegen eine Besiedlung seit der Castrokultur, und auch die Römer siedelten hier. Der heutige Ort, der bereits 1017 in einer Kaufurkunde eines hiesigen Klosters erwähnt wurde, bestand bereits 1050 als eigenständige Gemeinde, als Cedarim und Zedarim. 1284 war der Ort als Cedari dokumentiert, 1747 als Sedrim, und seit 1768 führt er die heutige Namensform.
Im Kirchenregister des Königs D.Dinis wurde das Kloster von Cendrim 1320 nicht mehr geführt, und erst 1675 tauchte der Ort wieder mit eigener Kirche gelistet auf. Cedrim war seit 1630 wieder eine Zeit lang eine eigenständige Gemeinde, bevor es erst 1900 wieder eine eigenständige Gemeinde im Kreis von Sever do Vouga wurde, zu dem der Ort stets gehörte.